# Pietrapaola
Pietrapaola é uma comuna italiana da região da Calábria, província de Cosenza, com cerca de 1.232 habitantes. Estende-se por uma área de 52 km², tendo uma densidade populacional de 24 hab/km². Faz fronteira com Bocchigliero, Calopezzati, Caloveto, Campana, Longobucco, Mandatoriccio.

## Demografia
| Variação demográfica do município entre 1861 e 2011                               |
|                                                                                   |
| Fonte: Istituto Nazionale di Statistica (ISTAT) - Elaboração gráfica da Wikipedia |